# Déraisonnable (album de Rose Laurens)
Pour les articles homonymes, voir Déraisonnable.
Albums de Rose Laurens
Vivre
(1983)
Singles
1. Africa
Sortie : octobre 1982

Déraisonnable est le premier album studio de la chanteuse Rose Laurens sorti en 1982. 
Il a été certifié disque d'or par le Syndicat national de l'édition phonographique en 1984 avec plus de 100 000 exemplaires vendus. L'album est réédité en CD en 1988.
L'album a été réédité en 1983 pour le marché anglophone avec les versions anglaises des chansons sous le titre Rose Laurens.

## Liste des titres
| No  | Titre            | Paroles            | Musique              | Durée |
| --- | ---------------- | ------------------ | -------------------- | ----- |
| 1.  | La Différence    | Marc Strawzynski   | Jean-Pierre Goussaud | 3:47  |
| 2.  | Déraisonnable    | Jean-Michel Bériat | Jean-Pierre Goussaud | 3:48  |
| 3.  | Conversation     | Jean-Michel Bériat | Jean-Pierre Goussaud | 3:42  |
| 4.  | Bateau paumé     | Marc Strawzynski   | Jean-Pierre Goussaud | 3:37  |
| 5.  | Le Roi fou       | Sylvain Lebel      | Jean-Pierre Goussaud | 3:57  |
| 6.  | Africa           | Jean-Michel Bériat | Jean-Pierre Goussaud | 5:00  |
| 7.  | Le Cœur chagrin  | Marc Strawzynski   | Jean-Pierre Goussaud | 3:58  |
| 8.  | J'veux donner    | Jean-Michel Bériat | Jean-Pierre Goussaud | 3:18  |
| 9.  | Le Magicien d'Oz | Jean-Michel Bériat | Jean-Pierre Goussaud | 3:32  |
| 10. | Mon père         | Marc Strawzynski   | Jean-Pierre Goussaud | 3:34  |

## Crédits
- Arrangements : Jean-Pierre Goussaud et Pascal Stive
- Direction orchestre : Pascal Stive
- Réalisation artistique : Jean-Pierre Goussaud

## Classements et certifications
| Classement (1983)            | Meilleure position |
| ---------------------------- | ------------------ |
| Allemagne (Media Control AG) | 32                 |
| France (SNEP)                | 16                 |
| Norvège (VG-lista)           | 11                 |

| Pays          | Certification | Date | Ventes certifiées |
| ------------- | ------------- | ---- | ----------------- |
| France (SNEP) | Or            | 1984 | 100 000           |